# Caceis
Ne doit pas être confondu avec CACES.
CACEIS est une filiale de Crédit agricole SA spécialisée dans la fourniture de services financiers aux investisseurs institutionnels.
Elle fait partie avec Crédit Agricole Corporate and Investment Bank, Indosuez Wealth Management et Azqore (ex-CA Private Banking Services) du pôle grande clientèle du groupe.

## Histoire
CACEIS a été créé en 2005 à la suite du rapprochement des activités de gestion d'actifs du Crédit agricole et de la Caisse d'épargne. Le sigle CACEIS signifiait initialement Crédit Agricole - Caisse d'Epargne Investor Services. Le nom Caceis est aujourd'hui une marque déposée. Les deux partenaires détenaient à l'origine chacun 50 % du capital de Caceis. En 2009, le groupe Crédit agricole a acheté 35 % du capital à son partenaire, détenant donc 85 % du capital de Caceis (les 15 % restants étant détenus par Natixis qui regroupe les activités d'investissement et de marché du groupe BPCE).
En décembre 2017, Crédit Agricole SA rachète les 15 % restants, contrôlant ainsi 100 % du capital.
À la suite de l'intégration des activités de Santander Securities Services (S3) au sein de CACEIS en décembre 2019, l'entreprise est désormais détenue à 30,5% par Banco Santander et 69,5% par Crédit Agricole SA.
En juillet 2025, après le rachat des parts appartenant à Banco Santander, Crédit Agricole annonce détenir désormais 100 % du capital de Caceis.

## Activités

### Finance
Les principales activités de CACEIS sont la conservation de titres, l'administration de fonds et les services aux émetteurs de titres. Ses prestations post-marché intègrent également des services d'exécution, de compensation, de middle-office, de private equity, de distribution de fonds d'investissement, de gestion de trésorerie, d'assistance juridique aux fonds d'investissement, de reporting réglementaire et de change et prêt / emprunt de titres. Le groupe est implanté dans 18 pays.
Au 31 décembre 2017, Caceis dispose de 2 656 milliards euros d'encours conservés, 1 765 milliards d'encours administrés et 1 106 milliards d'encours dépositaire.

### Activité de lobbying
Pour l'année 2017, CACEIS déclare à la Haute Autorité pour la transparence de la vie publique exercer des activités de lobbying en France pour un montant qui n'excède pas 400 000 euros.

### Fraude
En 2018, une enquête menée par 19 médias européens révèle la participation de Caceis, avec BNP Paribas et la Société générale, à une fraude présumée de 17 milliards d'euros aux dépens du Trésor public français (connue sous le nom de CumEx).